# Peter A. Stiege
Peter Arthur Stiege (* 19. Oktober 1904 in Berlin; † 22. April 1973 in Berlin (West)) war ein deutscher Schauspieler.

## Leben
Nach dem Besuch einer Berliner Schauspielschule bekam Stiege verschiedene Engagements, ehe er 1949 Intendant am Volkstheater Schweinfurt wurde. Gesellschaftlich war er als Vorsitzender der Gewerkschaft Kunst aktiv. Nach der Schließung des Theaters 1952 siedelte er in die DDR über, arbeitete am Volkstheater Rostock und am Berliner Theater der Freundschaft. Bis 1960 drehte der vielseitig einsetzbare Schauspieler mehrere Filme bei der DEFA sowie beim Deutschen Fernsehfunk.
Anfang der 1960er Jahre ging Stiege wieder in die Bundesrepublik zurück, wo er am Saarländischen Theater in Saarbrücken unter der Intendanz Hermann Wedekinds neue Aufgaben fand. Der Saarländische Rundfunk wurde seine zweite Wirkungsstätte.
Peter A. Stiege war mit der Sängerin Emmi Linkenbach verheiratet und hat zwei Töchter.

## Filmografie
- 1954: Der Fall Dr. Wagner
- 1954: Carola Lamberti – Eine vom Zirkus
- 1956: Drei Mädchen im Endspiel
- 1957: Schlösser und Katen
- 1956: Thomas Müntzer – Ein Film deutscher Geschichte
- 1958: Tatort Berlin
- 1958: Der Lotterieschwede
- 1958: Das Lied der Matrosen
- 1959: SAS 181 antwortet nicht
- 1959: Verwirrung der Liebe
- 1959: Ehesache Lorenz
- 1959: Eine alte Liebe
- 1959: Fernsehpitaval: Der Fall Jakubowski (Fernsehreihe)
- 1960: Fernsehpitaval: Der Fall Haarmann
- 1960: Seilergasse 8
- 1960: Flucht aus der Hölle (Fernsehserie, 4 Teile)
- 1967: Kennwort Kettenhund

## Theater
- 1953: Erich Blach: Der Mensch lebt nicht vom Brot allein (Volkstheater Rostock)
- 1953: Z. Ssolodar: Ferien am Waldsee (Erfinder) – Regie: Gustav Wehrle (Theater der Freundschaft)
- 1954: Molière: Der Bürger als Edelmann (Philosoph) – Regie: Otto Dierichs (Theater der Freundschaft)
- 1954: Wiktor Rosow: Ihre Freunde (Vater) – Regie: Gustav Wehrle (Theater der Freundschaft)
- 1954: Hanuš Burger/Stefan Heym: Tom Sawyers großes Abenteuer (Staatsanwalt) – Regie: Josef Stauder (Theater der Freundschaft)
- 1955: Vera Ljubimowa: Schneeball – Regie: Josef Stauder (Theater der Freundschaft)
- 1955: Miroslav Stehlik nach Nikolai Ostrowski: Wie der Stahl gehärtet wurde – Regie: Josef Stauder (Theater der Freundschaft)
- 1956: Herta Greef: Mann und Frau im Essigkrug – Regie: Hans-Dieter Schmidt (Theater der Freundschaft)
- 1956: Josef Kajetán Tyl: Schwanda, der Dudelsackpfeifer von Strakonitz – Regie: Josef Stauder (Theater der Freundschaft)
- 1956: Curt Corrinth: Trojaner (Fenner) – Regie: Robert Trösch/Benno Bentzin (Theater der Freundschaft)

## Hörspiele
- 1962: Lester Powell: Die Dame schreibt – Regie: Albert C. Weiland (Kriminalhörspiel (8 Teile) – SWR)
- 1962: Jean-Paul Sartre: Nekrassow (Landstreicher) – Regie: Peter Arthur Stiller (Hörspiel – SR)
- 1963: Lester Powell: Die Dame im Schnee – Regie: Albert C. Weiland (Kriminalhörspiel – SR)
- 1964: Francis Durbridge: Nur über meine Leiche – Regie: Wilm ten Haaf (Kriminalhörspiel – SR)
- 1964: Otto Heinrich Kühner: Die Übungspatrone (Beamter) – Regie: Otto Kurth (Hörspiel – SR/BR)
- 1965: Gustave Flaubert: Die Legende von St. Julian dem Gastfreien (Alter Mann) – Regie: Günter Bommert (Hörspiel – SR)
- 1965: Kay Hoff: Konzert an vier Telefonen (Ehemann) – Regie: Horst Loebe (Hörspiel – SR/RB)
- 1966: Ilse Aichinger: Die größere Hoffnung – Regie: Hans Bernd Müller (Hörspiel – SR)
- 1967: Gale Pedrik: Nur einer kommt in Frage – Regie: Klaus Groth (Kriminalhörspiel – SR)
- 1968: Ted Ferguson: Der Kunstgriff – Regie: Günter Braun (Kriminalhörspiel – RIAS)
- 1968: Alain Franck: Edwards Neffen – Regie: Klaus Groth (Kriminalhörspiel – SR)